# Michele Peiró Victori
Michele Peiro Victori (Aiguafreda, 7 febbraio 1887 – Barcellona, 25 luglio 1936) è stato un martire cristiano che la Chiesa cattolica lo venera beato.

## Biografia
Sposatosi con Francesca Ribas Roger, ebbe due figli, il maggiore dei quali, José divenne frate domenicano. Lavorò in fabbrica. Durante la Guerra Civile Spagnola venne catturato dai miliziani, fu ucciso per strada a Barcellona nella notte tra il 24 e il 25 luglio 1936. I giorni tra il 18 luglio 1936 e il 1º aprile 1939, dopo la vittoria del Fronte popolare, furono teatro di una vera e propria persecuzione religiosa, che portò alla distruzione del 70% delle chiese spagnole e all'uccisione di quasi diecimila persone, tra le quali 13 vescovi, 4.184 sacerdoti e seminaristi, 2.365 religiosi, 283 religiose e diverse migliaia di laici di entrambi i sessi.. Il 19 marzo 1937, Pio XI nell'enciclica Divini Redemptoris denunciò l'influsso del comunismo negli eventi spagnoli, attribuendogli la responsabilità di aver eseguito una spaventosa distruzione "con un odio, una barbarie e una efferatezza che non si sarebbe creduta possibile nel nostro secolo". 

## Culto
Michele Peiro è stato beatificato il 28 ottobre 2007, insieme ad altri 498 martiri spagnoli.